# Strathfield
Strathfield – geograficzna nazwa dzielnicy (przedmieścia), położona na terenie samorządów lokalnych; City of Canada Bay, Burwood i Strathfield, wchodzących w skład aglomeracji Sydney, w stanie Nowa Południowa Walia, w Australii.

## Galeria

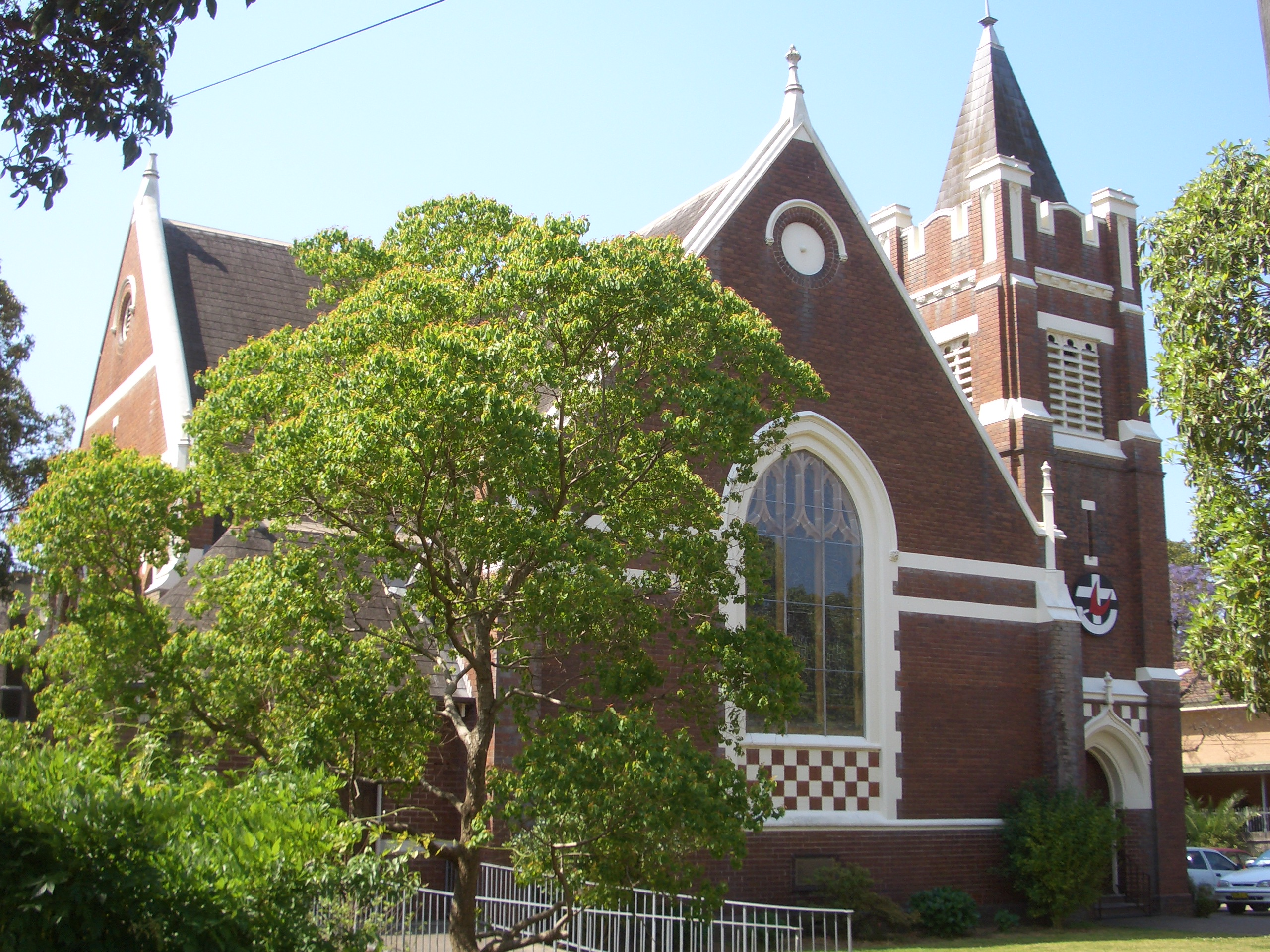
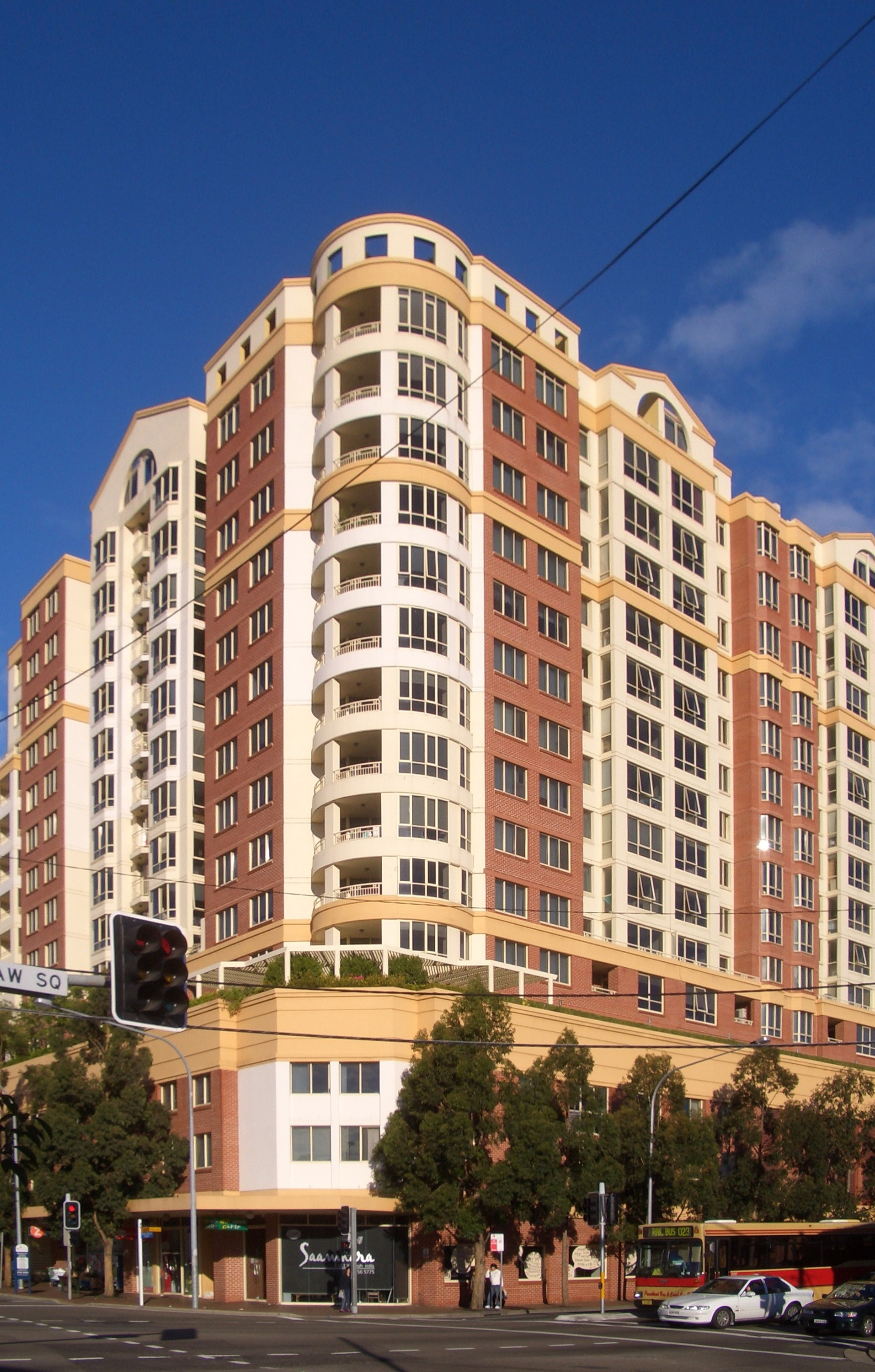
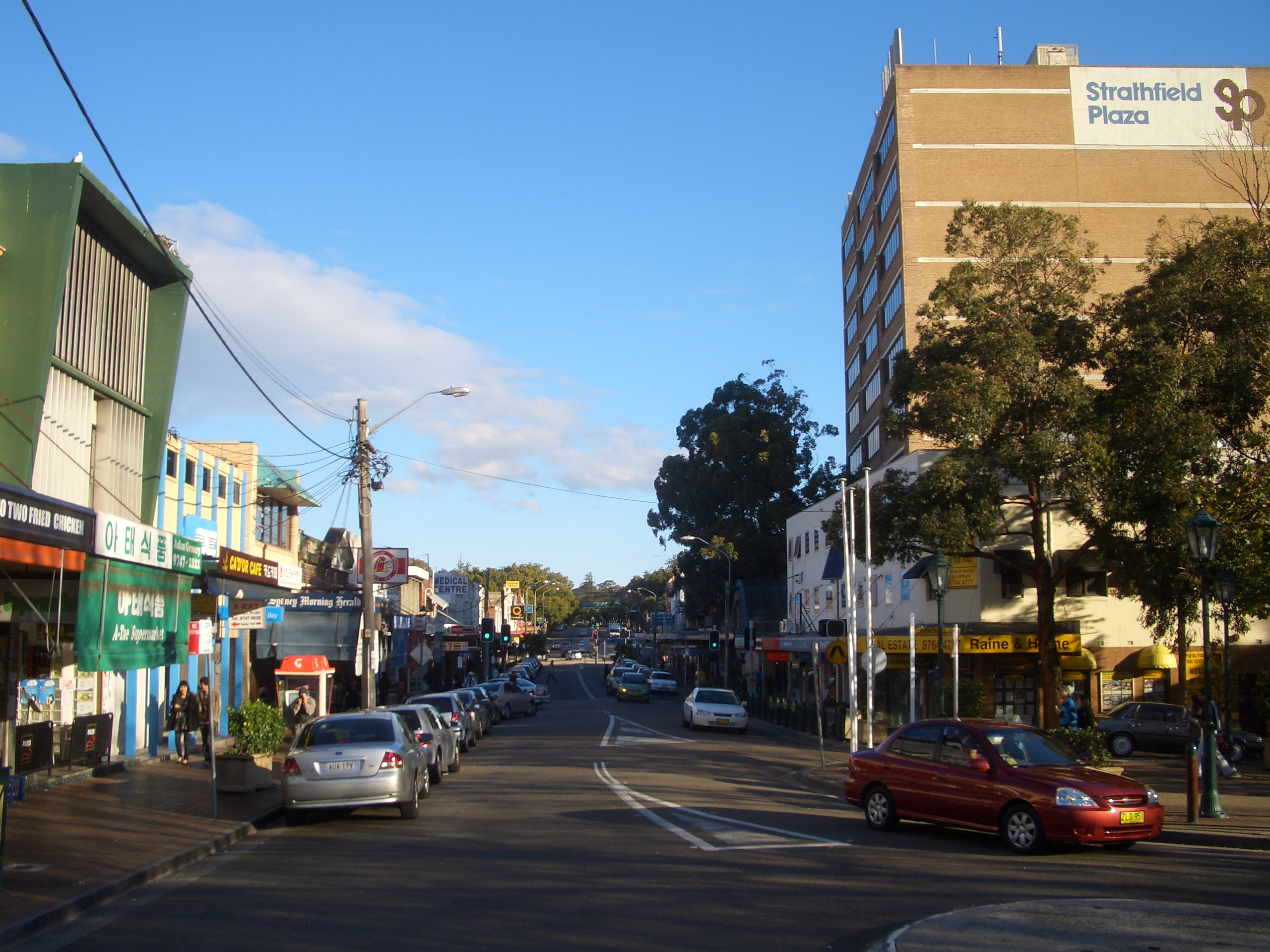
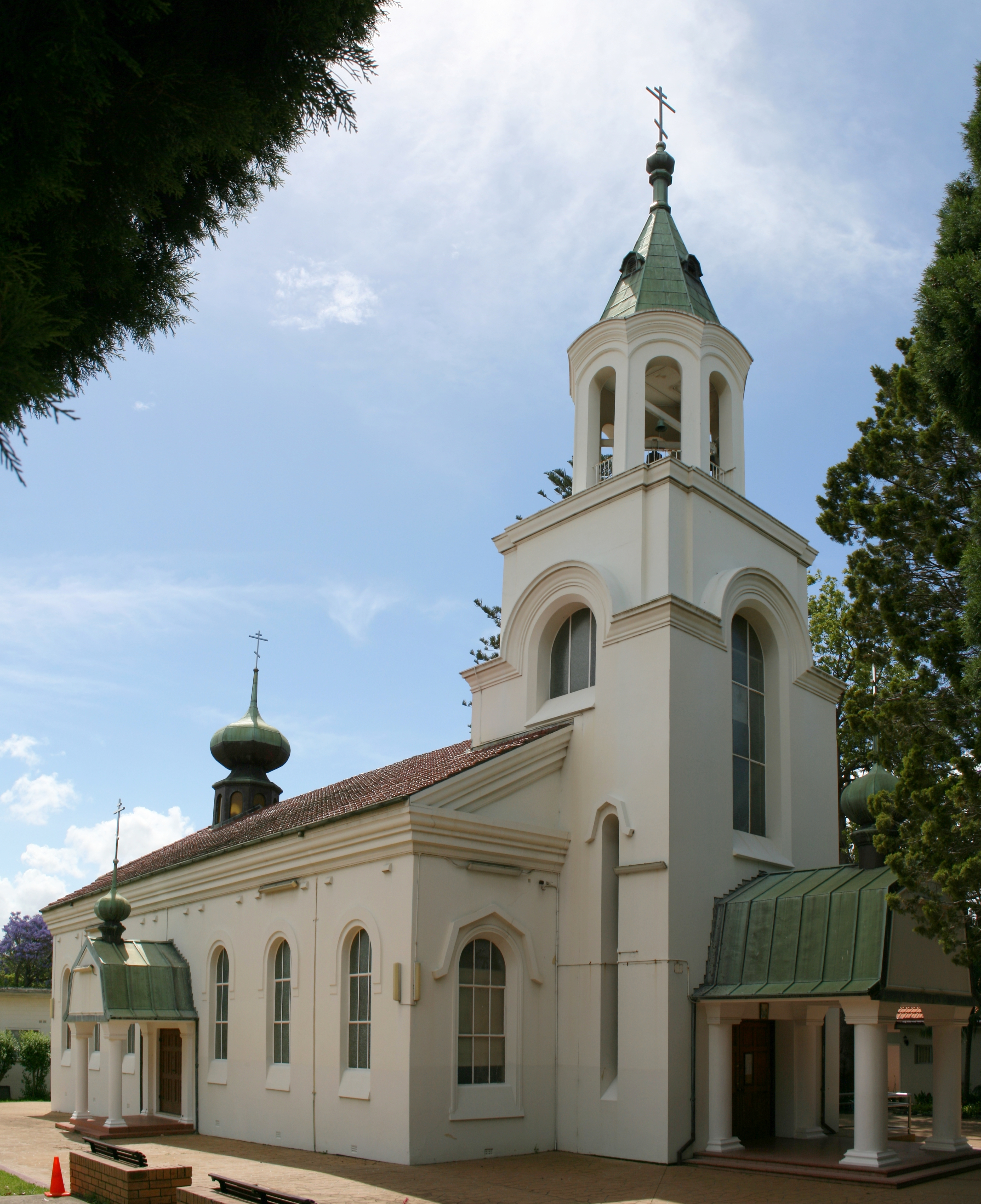
Prawosławny sobór Świętych Piotra i Pawła